# Pueblo sin esperanza
Pueblo sin esperanza é uma telenovela mexicana, produzida pela Televisa e exibida em 1968 pelo Telesistema Mexicano.

## Elenco
- Luis Aragón
- Beatriz Baz
- Carlos Becerril
- Eric del Castillo